# Komitet Obywatelski przy dowódcy Armii „Warszawa”

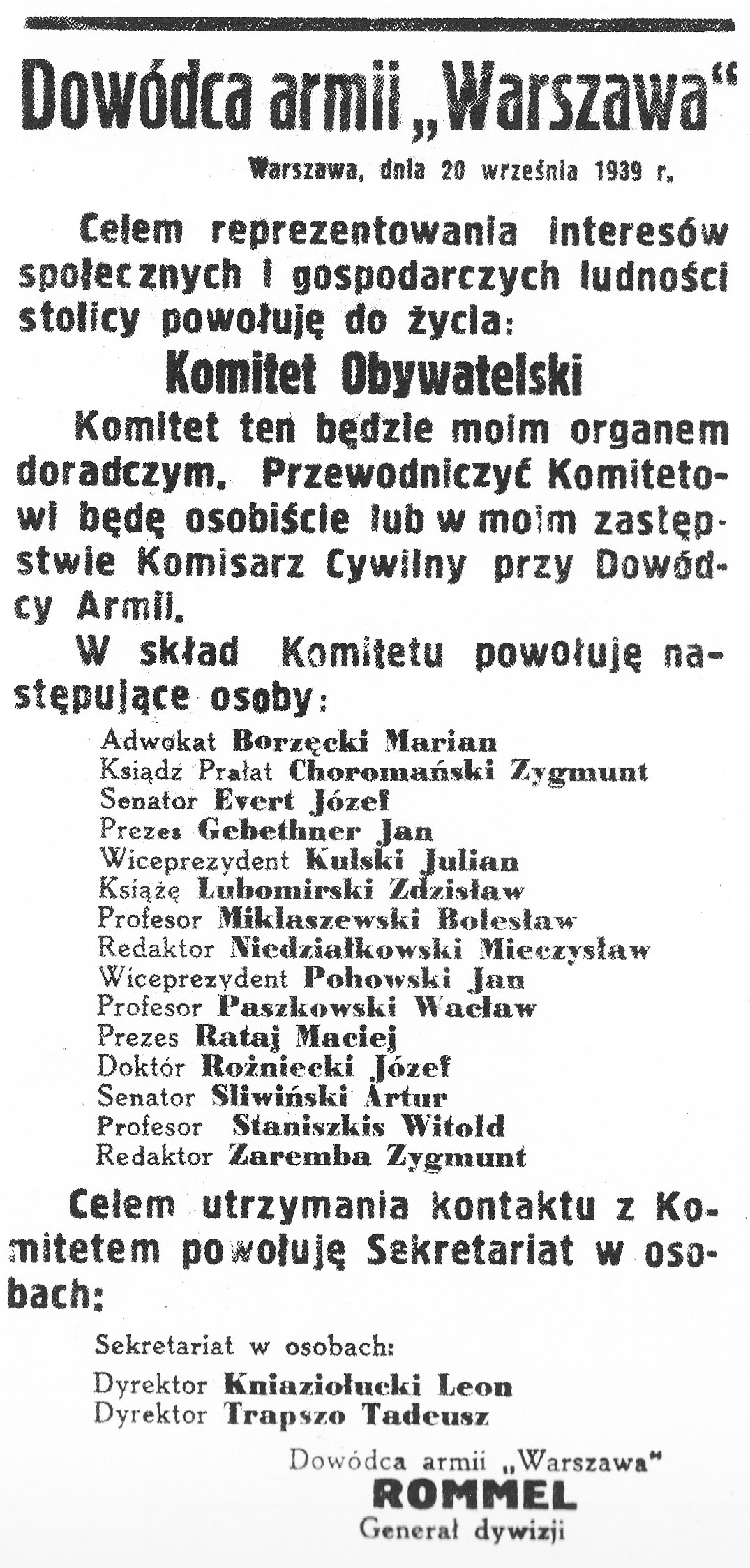
Obwieszczenie z 20 września 1939 informujące o powołaniu Komitetu Obywatelskiego przy dowódcy Armii „Warszawa”

Komitet Obywatelski przy dowódcy Armii „Warszawa” – organ doradczy, który w czasie obrony Warszawy we wrześniu 1939 roku działał przy dowódcy Armii „Warszawa”, gen. Juliuszu Rómmlu.
Decyzję o powołaniu Komitetu Obywatelskiego podjęto wieczorem 17 września 1939 roku, a ogłoszono ją publicznie trzy dni później. Komitet zrzeszał czołowe osobistości życia politycznego, społecznego i naukowego, reprezentujące różnorodne środowiska i opcje polityczne. Jego zadaniem było pełnienie funkcji doradczych przy dowództwie Armii „Warszawa”, koordynacja zaangażowania ludności cywilnej w obronę stolicy oraz reprezentowanie jej interesów społecznych i gospodarczych. W praktyce Komitet zebrał się jednak zaledwie kilka razy i nie odegrał znaczącej roli.

## Utworzenie Komitetu
Pomysł utworzenia komitetu, który w warunkach wojennych reprezentowałby interesy cywilnej ludności Warszawy, został wysunięty po raz pierwszy 4 września 1939 roku przez komisarycznego prezydenta miasta, Stefana Starzyńskiego. Na skutek m.in. pośpiesznej ewakuacji wielu przedstawicieli władz państwowych i życia politycznego koncepcja ta nie została wtedy zrealizowana.
17 września do oblężonej przez Niemców stolicy dotarły wieści o wkroczeniu Armii Czerwonej na terytorium Polski. Wkrótce napłynęła także informacja o ewakuacji najwyższych władz państwowych do Rumunii, w tym prezydenta Ignacego Mościckiego, premiera Felicjana Sławoj Składkowskiego i Naczelnego Wodza marsz. Edwarda Rydza-Śmigłego. Pod wpływem tych wiadomości dowódca Armii „Warszawa” gen. Juliusz Rómmel wystosował depeszę do Naczelnego Wodza, w której pisał:

Sytuacja może wymagać dla mnie pełnomocnictw politycznych, proszę (o dyrektywy)

Jednocześnie, jak relacjonował ppłk Wacław Lipiński, już wieczorem 17 września gen. Rómmel miał podjąć próbę powołania nowego rządu, na którego czele miał stanąć osobiście. Starzyński i Lipiński mieli wyrazić sprzeciw, argumentując, że kluczowe jest zachowanie ciągłości władzy państwowej, a utworzenie nowego rządu skomplikuje międzynarodowe położenie Polski. Podczas spotkania z udziałem niedoszłych członków nowego rządu nie zyskała także aprobaty alternatywna propozycja Lipińskiego, zakładająca powierzenie decyzji w sprawach politycznych Starzyńskiemu (lub specjalnej delegaturze rządu) przy jednoczesnym pozostawieniu Rómmlowi decydującej roli w kwestiach wojskowych.
Ostatecznie powołany został jedynie Komitet Obywatelski przy dowódcy Armii „Warszawa”. Decyzje w tej sprawie zapadły podczas wspomnianego wieczornego spotkania 17 września. Komunikat gen. Rómmla informujący o utworzeniu Komitetu opublikowano 20 września. Tego samego dnia w siedzibie dowództwa Armii „Warszawa”, mieszczącej się w gmachu Sztabu Głównego przy ul. Rakowieckiej 4, odbyło się jego pierwsze posiedzenie.
Docelowo Komitet miał pełnić funkcje doradcze przy dowództwie Armii „Warszawa”, a zarazem koordynować udział ludności cywilnej w obronie stolicy. Reprezentował jednocześnie społeczne i gospodarcze interesy mieszkańców w kontaktach z władzami wojskowymi.
Komitet Obywatelski zrzeszał czołowe osobistości życia politycznego, społecznego i naukowego, reprezentujące różne środowiska i opcje polityczne. Wśród jego członków byli przedstawiciele dowództwa Armii „Warszawa” i stołecznego Zarządu Miejskiego oraz osoby reprezentujące sfery konserwatywne, obóz narodowy, sanację, socjalistów i ludowców. Nie zaproszono jedynie komunistów i „żydowskich nacjonalistów”. Marian Marek Drozdowski oceniał, że w Komitecie przewagę mieli zwolennicy sanacji, jednakże ci, którzy przed wybuchem wojny nie zajmowali eksponowanych stanowisk.
Już wcześniej, gdyż 11–12 września, przedstawiciele żydowskiej społeczności Warszawy powołali do życia Żydowski Komitet Obywatelski (ŻKO). 21 września ŻKO wystosował list do prezydenta Starzyńskiego, domagając się dokooptowania jego przedstawicieli w skład Komitetu Obywatelskiego. Zabiegi te okazały się jednak nieskuteczne. Był to po części efekt wewnętrznych sporów w Komitecie Obywatelskim, a zwłaszcza zabiegów Starzyńskiego, który choć dołączył do tego ciała, starał się marginalizować jego znaczenie i nie zamierzał go wzmacniać poprzez dokooptowanie przedstawicieli społeczności żydowskiej.

## Władze i skład osobowy
Władze Komitetu Obywatelskiego stanowili:
- Przewodniczący: gen. Juliusz Rómmel
- Zastępca Przewodniczącego: Stefan Starzyński
- Sekretarze: Leon Kniaziołucki, Tadeusz Trapszo

W pierwszym składzie Komitetu Obywatelskiego znalazło się piętnaście osób: Marian Borzęcki, ks. Zygmunt Choromański, Ludwik Evert, Jan Gebethner, Julian Kulski, Zdzisław Lubomirski, Bolesław Miklaszewski, Mieczysław Niedziałkowski, Jan Pohoski, Wacław Paszkowski, Maciej Rataj, Józef Rożniecki, Artur Śliwiński, Witold Staniszkis, Zygmunt Zaremba.
W późniejszym okresie do Komitetu dołączyli Czesław Klarner, Leon Nowodworski, Janusz Regulski, Antoni Snopczyński i Andrzej Wierzbicki. Do grona jego członków zaliczani są także Stanisław Kauzik, Roman Rybarski i Wilhelm Topinek.
Łącznie, jak podaje leksykon Warszawa walczy 1939–1945, Komitet Obywatelski liczył kilkudziesięciu członków.

## Działalność
Będąc co do zasady ciałem doradczym, Komitet Obywatelski nie posiadał żadnego organu wykonawczego. Niemniej powołał kilka komisji, których zadaniem było usprawnienie współpracy między wojskiem a ludnością cywilną. Były wśród nich m.in. Komisja Przemysłowa (odpowiedzialna za mobilizację warsztatów wytwórczych i naprawczych na potrzeby obrony) i Komisja Aprowizacyjna (ustalająca zasady podziału zapasów żywności). Kluczową rolę odgrywała jednak Komisja Ogólna, której przewodniczącym był Leon Nowodworski, a w której skład wchodzili Stefan Starzyński, Mieczysław Niedziałkowski, Maciej Rataj, Zdzisław Lubomirski, Artur Śliwiński i Witold Staniszkis. Komisja Ogólna była potocznie nazywana „Radą Obrony Stolicy”.
W praktyce Komitet Obywatelski odegrał marginalną rolę. Było to po części spowodowane faktem, że cywilną obronę stolicy koordynował z powodzeniem Komisariat Cywilny przy Dowództwie Obrony Warszawy. Plenarne spotkania Komitetu Obywatelskiego odbyły się zaledwie trzy lub cztery razy. Józef Kazimierz Wroniszewski oceniał, że Komitet:

Był raczej szyldem, jakkolwiek potraktował z miejsca swe obowiązki z przejęciem i poczuciem wielkiej odpowiedzialności.

Niemniej Krzysztof Dunin-Wąsowicz i Marian Marek Drozdowski wskazywali, że Komitet Obywatelski był pierwszym – po wielu latach autorytarnych rządów sanacji – wspólnym ponadpartyjnym organem, skupiającym przedstawicieli różnych opcji politycznych.
26 września odbyło się posiedzenie Komitetu Obywatelskiego, podczas którego większość jego członków opowiedziała się za rozpoczęciem rokowań kapitulacyjnych.
28 września, w dniu kapitulacji Warszawy, Komitet Obywatelski wydał odezwę do ludności, w której wzywał do przestrzegania porządku publicznego i godnego zachowania.